# Fosse no 16 des mines de Lens
La fosse no 16 dite Saint-Albert ou Albert Motte de la Compagnie des mines de Lens est un ancien charbonnage du Bassin minier du Nord-Pas-de-Calais, situé à Loos-en-Gohelle. Le fonçage du puits commence le 23 novembre 1909 et la fosse est opérationnelle le octobre 1912. La fosse d'aérage no 16 bis est creusée entretemps sur un autre carreau situé à Liévin à un peu plus d'un kilomètre au sud-ouest. Des cités sont bâties au sud de la fosse. Deux terrils coniques nos 79 et 79A sont édifiés au nord de la fosse. Celle-ci est détruite durant la Première Guerre mondiale. Elle est reconstruite dans le style architectural des mines de Lens d'après-guerre.
La Compagnie des mines de Lens est nationalisée en 1946, et intègre le Groupe de Lens. En 1952, ce dernier fusionne avec le Groupe de Liévin pour former le Groupe de Lens-Liévin. La fosse no 16 cesse d'extraire en 1956, sa production remonte par la fosse no 3 - 3 bis. Le puits no 16 est comblé en 1961, son puits d'aérage l'année suivante. Les deux terrils coniques sont exploités.
L'autoroute A21 passe au nord du carreau de fosse. Au début du XXIe siècle, Charbonnages de France matérialise la tête de puits no 16. Le carreau de fosse est une friche. Les cités ont été rénovées.

## La fosse

### Fonçage

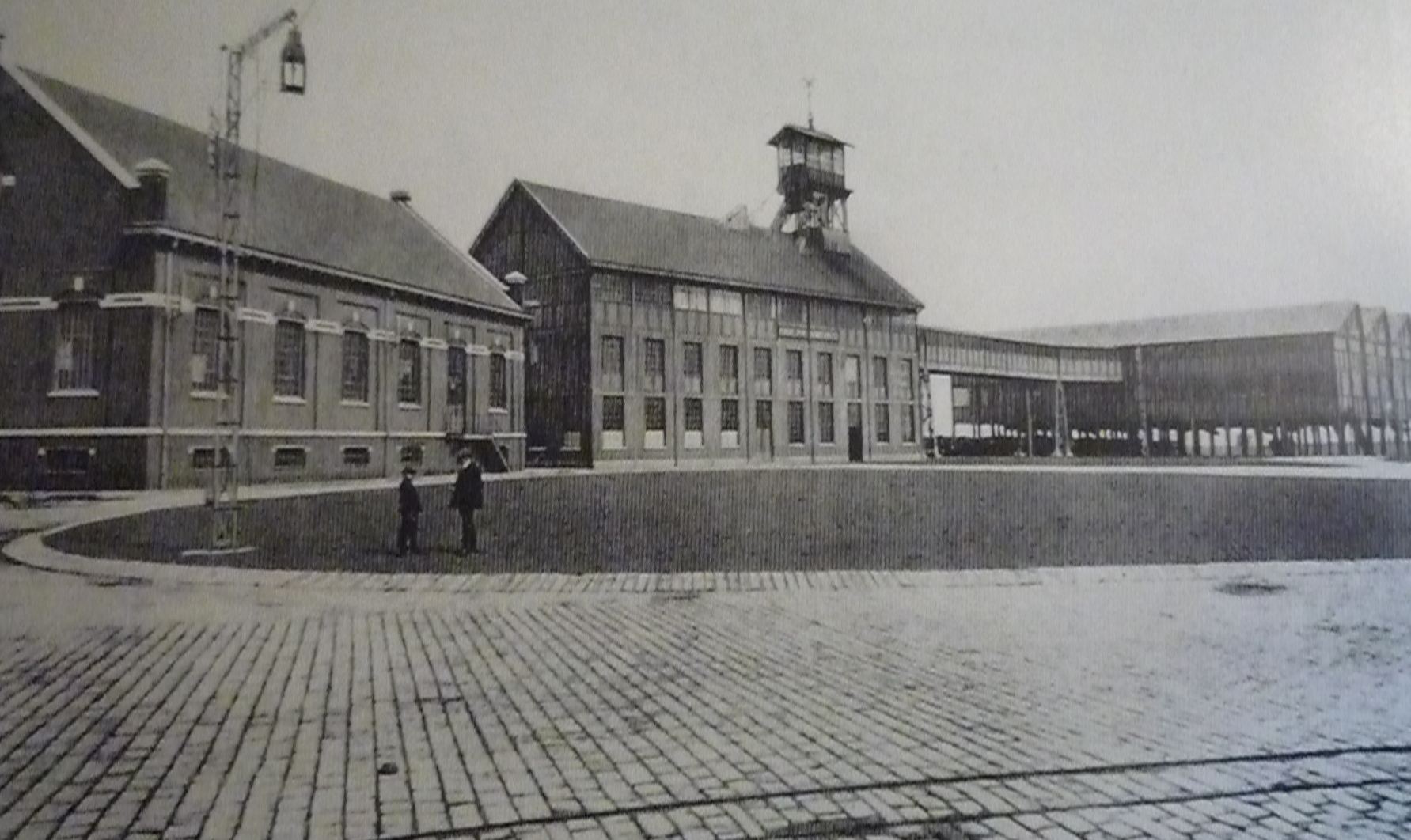
La fosse no 16 avant la guerre.

La fosse no 16 est commencée au sud-ouest de Loos-en-Gohelle le 23 novembre 1909. La fosse d'aérage no 16 bis est commencée en 1911 à Liévin, à 1 010 mètres au sud-ouest. Elle est également située à 434 mètres à l'ouest-nord-ouest de la fosse d'aérage no 11 bis et à 1 190 mètres au sud-ouest de la fosse no 11.
La fosse est baptisée Saint-Albert en l'honneur d'Albert Motte.

### Exploitation
La fosse no 16 commence à extraire en octobre 1912. le premier accrochage est établi à la profondeur de 219 mètres. La fosse est détruite durant la Première Guerre mondiale. Elle est reconstruite dans le style architectural des mines de Lens d'après-guerre. Un puits alimentaire d'eau possédant plusieurs galeries est creusé sur le carreau de fosse en 1920,.
La Compagnie des mines de Lens est nationalisée en 1946, et intègre le Groupe de Lens. En 1952, ce dernier fusionne avec le Groupe de Liévin pour former le Groupe de Lens-Liévin. La fosse no 16 cesse d'extraire en 1956, sa production remonte par la fosse no 3 - 3 bis sise à Liévin à 1 557 mètres au sud. Le puits no 16, profond de 440 mètres est remblayé en 1961, son puits d'aérage l'est l'année suivante.

### Reconversion
L'autoroute A21 est construite à une quinzaine de mètres au nord du puits.
Au début du XXIe siècle, Charbonnages de France matérialise la tête de puits. Le BRGM y effectue des inspections chaque année. Il ne reste rien de la fosse.

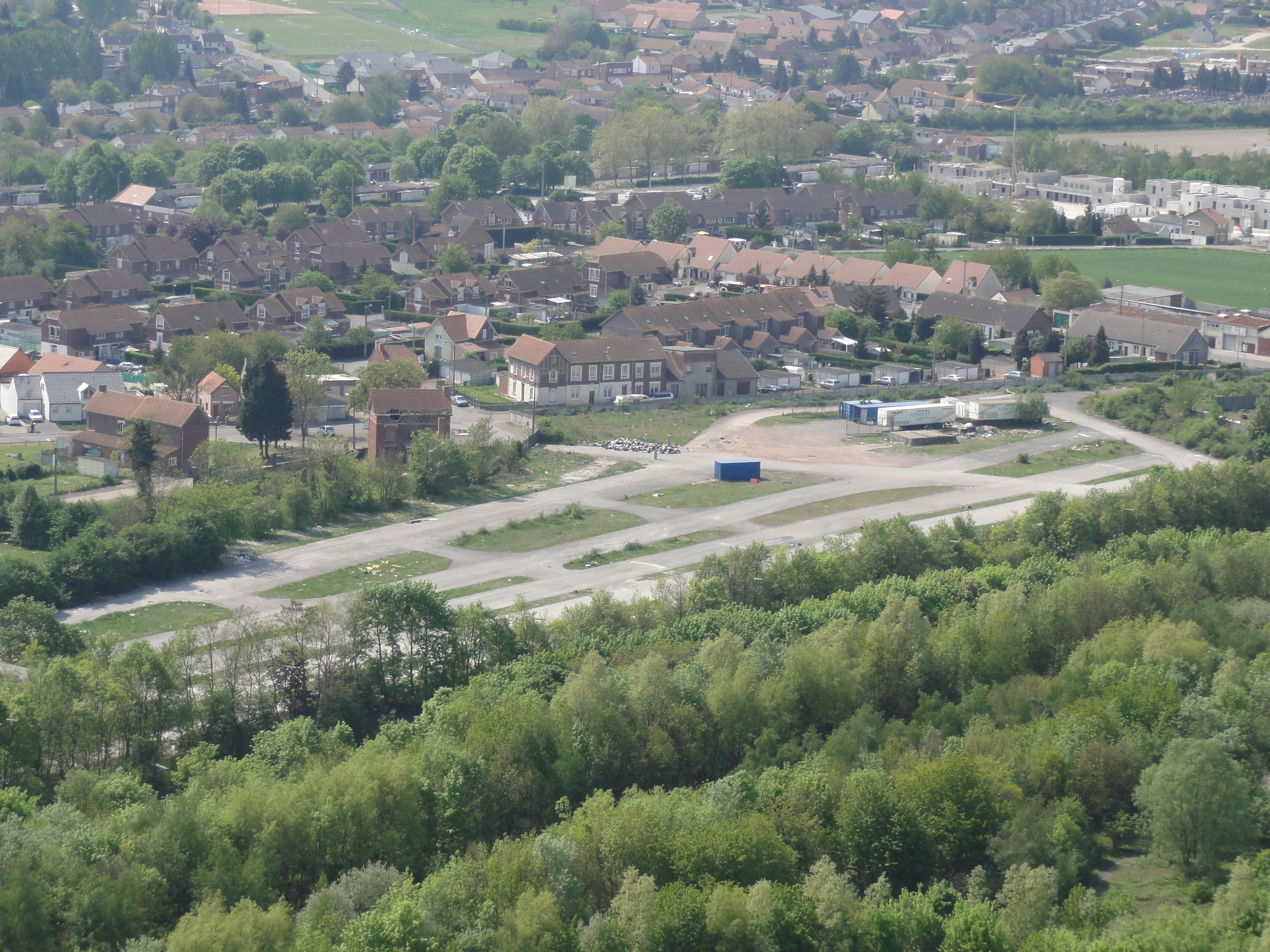
Le carreau de fosse et les cités vus depuis le terril no 74A.
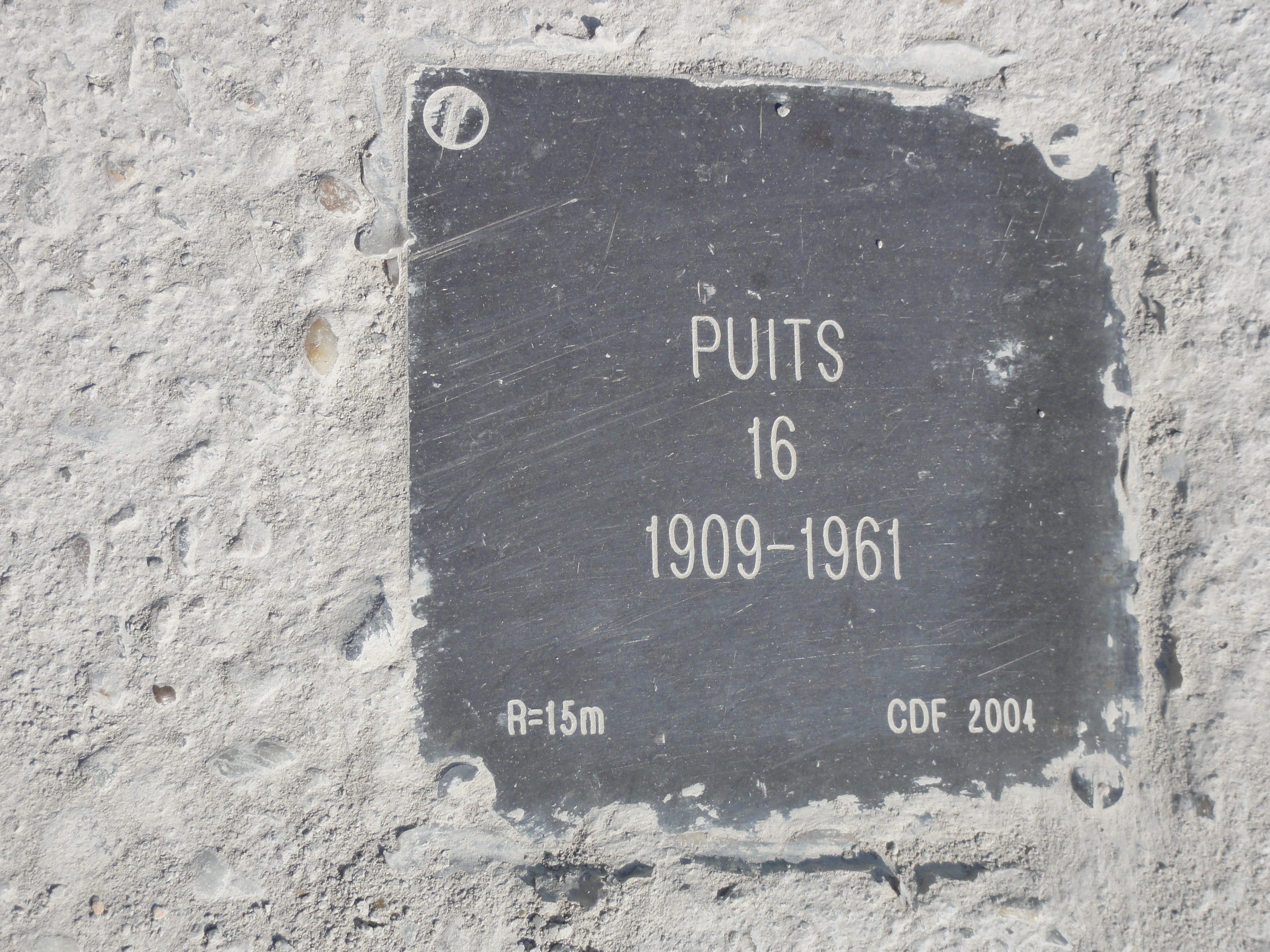
Puits no 16, 1909 - 1961.
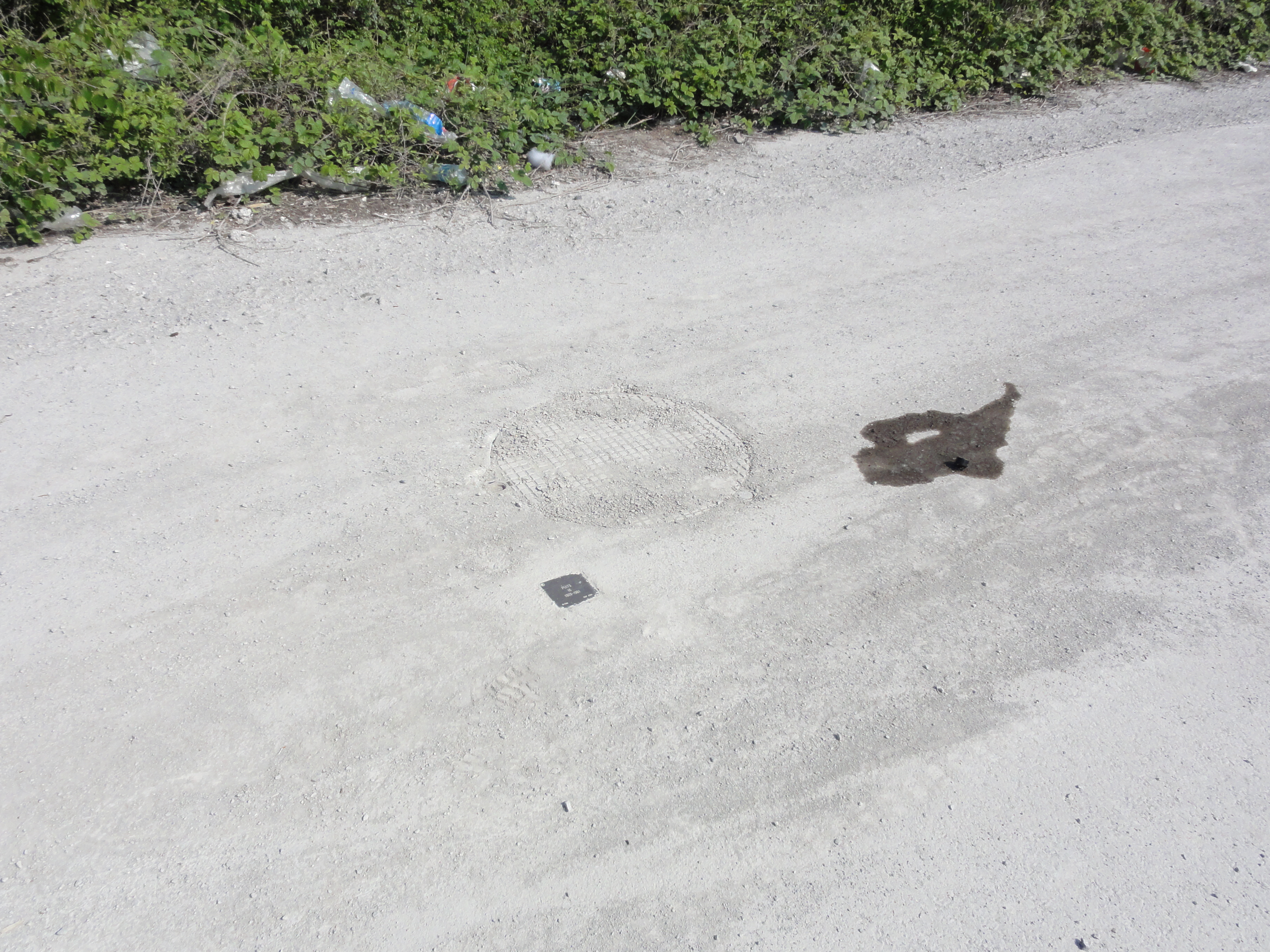
La tête de puits matérialisée.
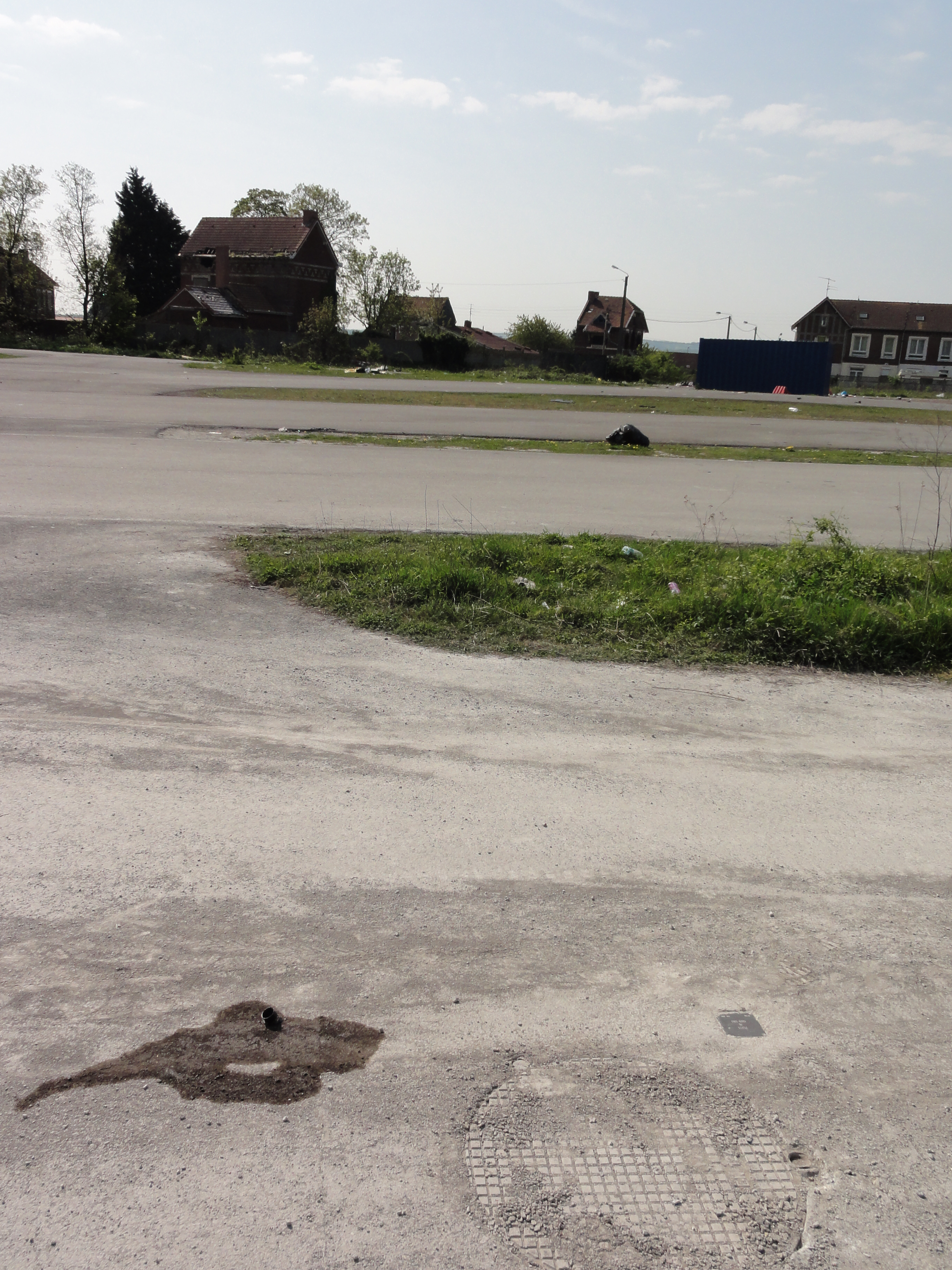
Le puits dans son environnement.
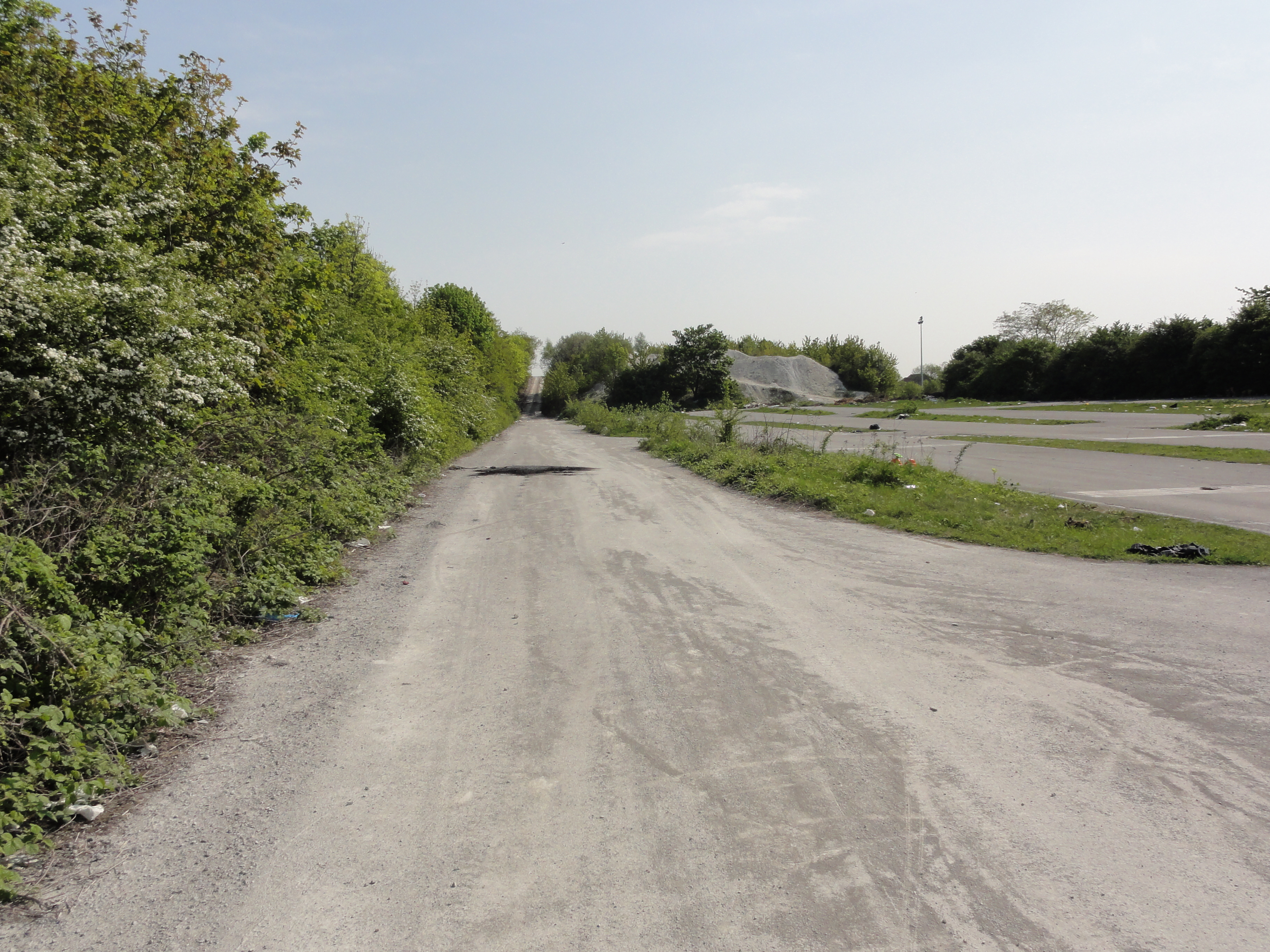
Le puits dans son environnement.
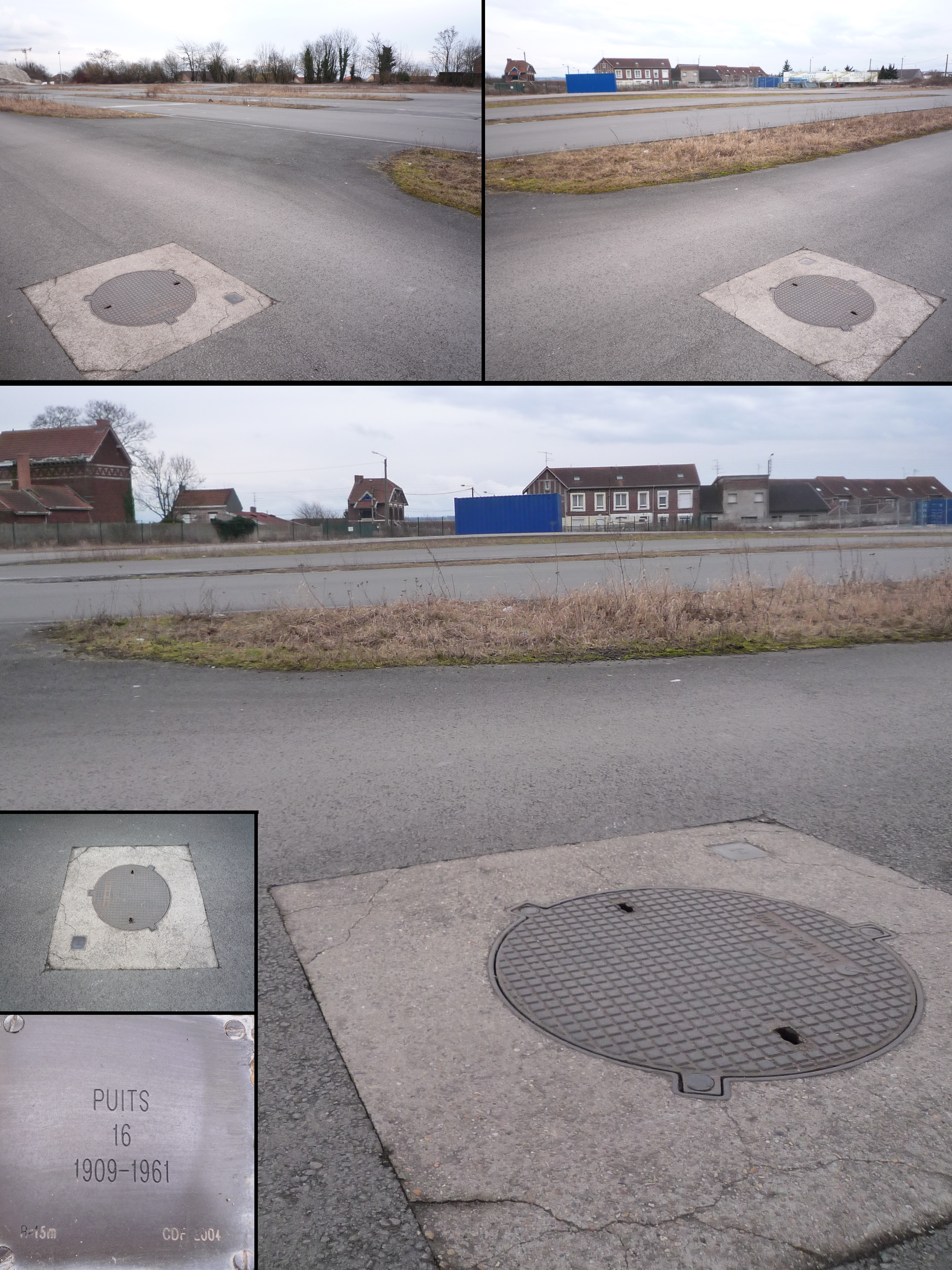
Le puits dans son environnement, en février 2010.

## Les terrils
Deux terrils résultent de l'exploitation de la fosse, ainsi que d'autres de la compagnie.

### Terrilno79, 16 de Lens Est

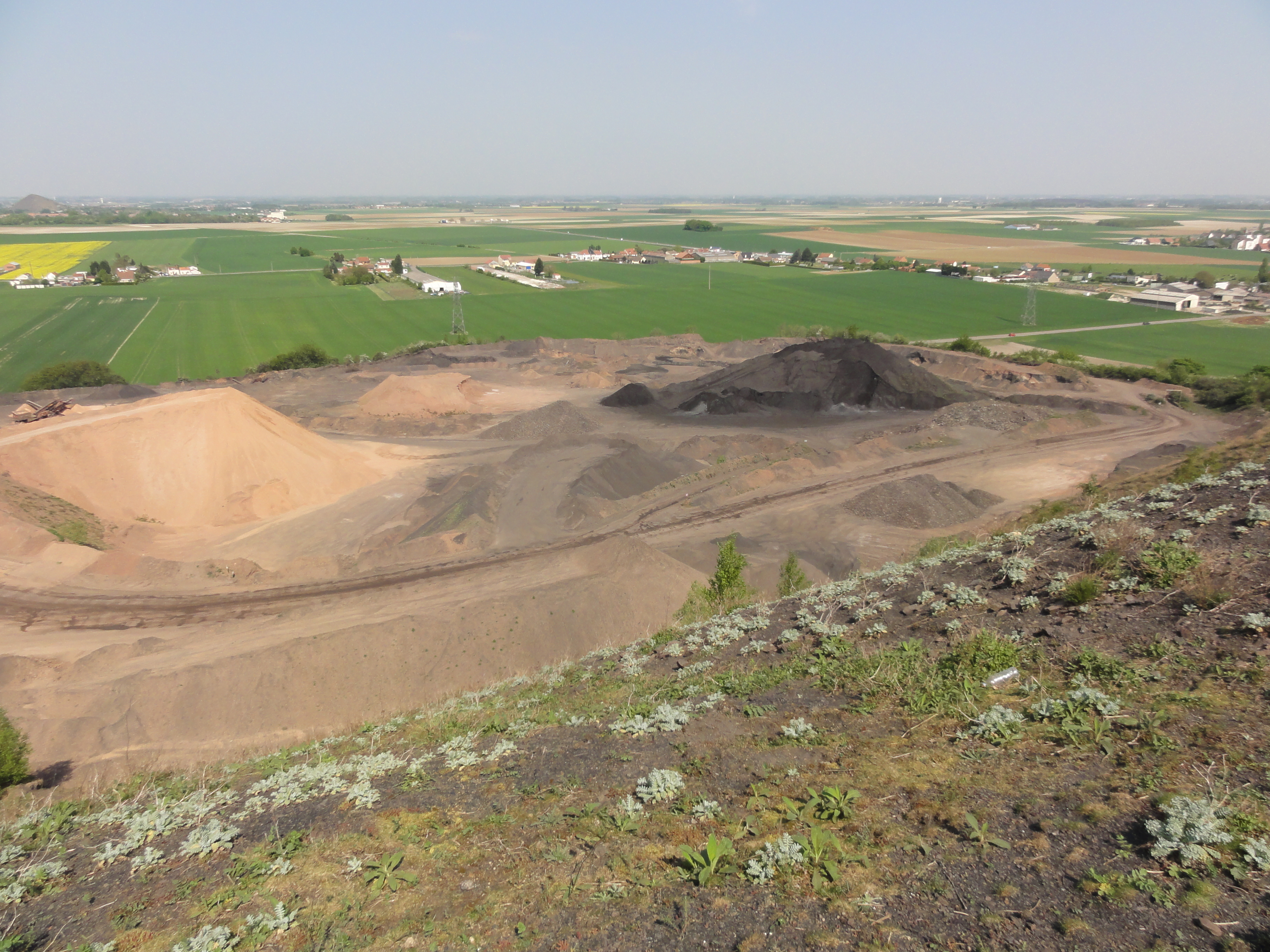
Le terril du 16 de Lens Est.

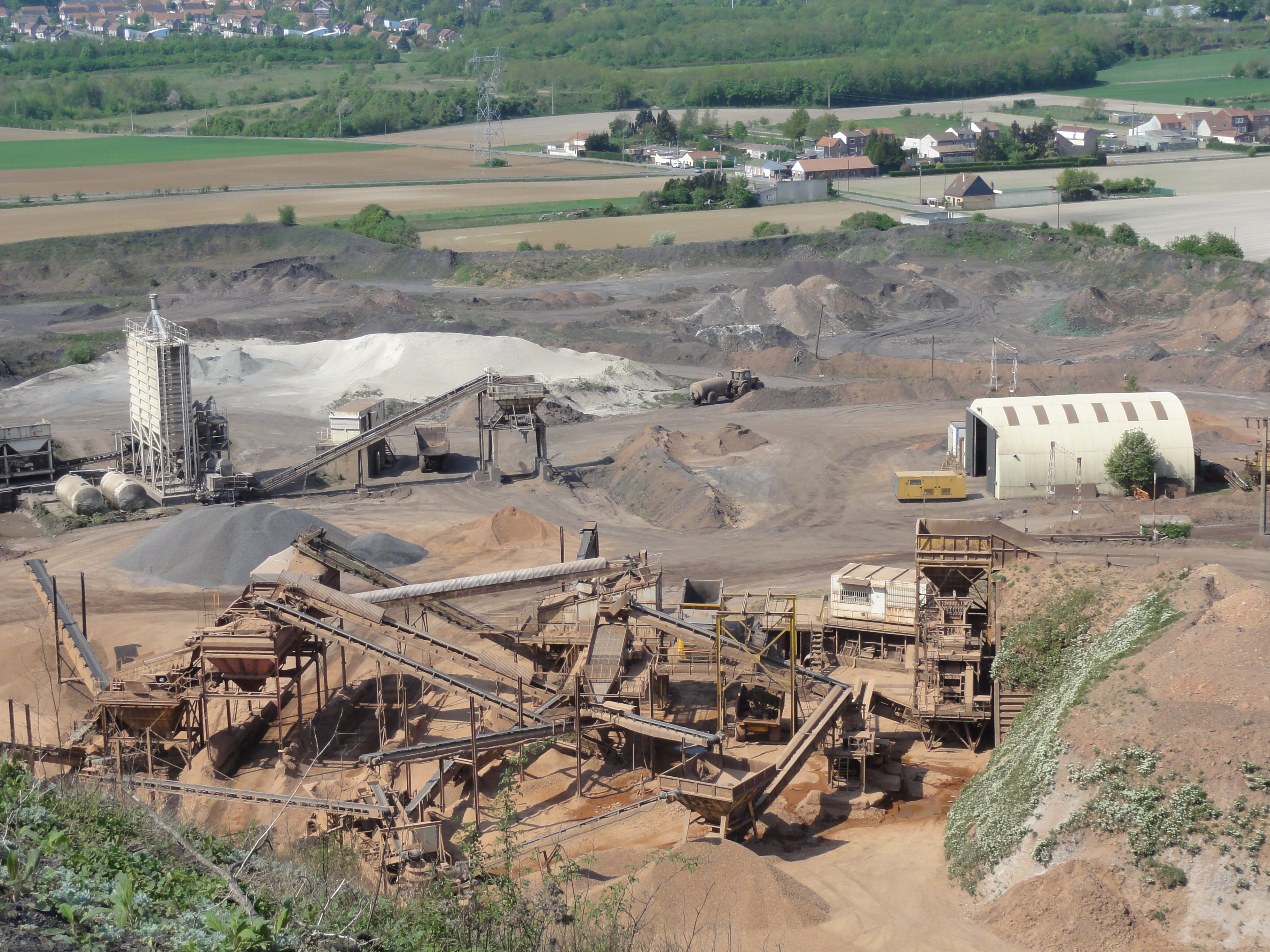
Le terril du 16 de Lens Ouest.

50° 26′ 57″ N, 2° 46′ 42″ E
Le terril no 79, situé à Loos-en-Gohelle, est un des deux terrils de la fosse no 16 des mines de Lens. Il s'agit d'un terril conique en cours d'exploitation.

### Terrilno79A, 16 de Lens Ouest
50° 26′ 50″ N, 2° 46′ 27″ E
Le terril no 79A, situé à Loos-en-Gohelle, est un des deux terrils de la fosse no 16 des mines de Lens. Il s'agit d'un terril conique en cours d'exploitation. Les trémies sont installées sur ce terril.

## Les cités
De vastes cités ont été bâties au sud de la fosse no 16.

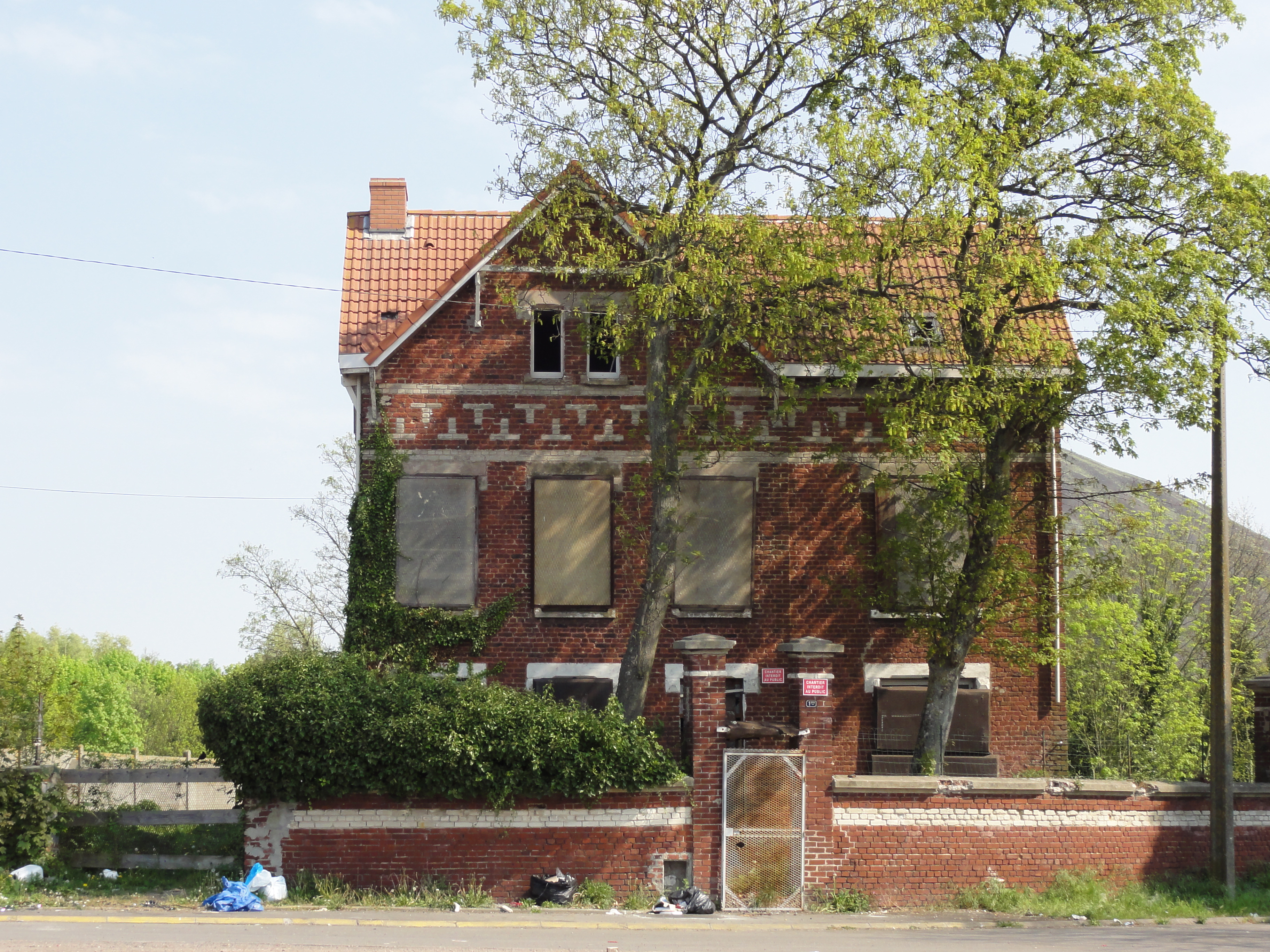
L'habitation située à l'entrée de la fosse, détruite en 2011.
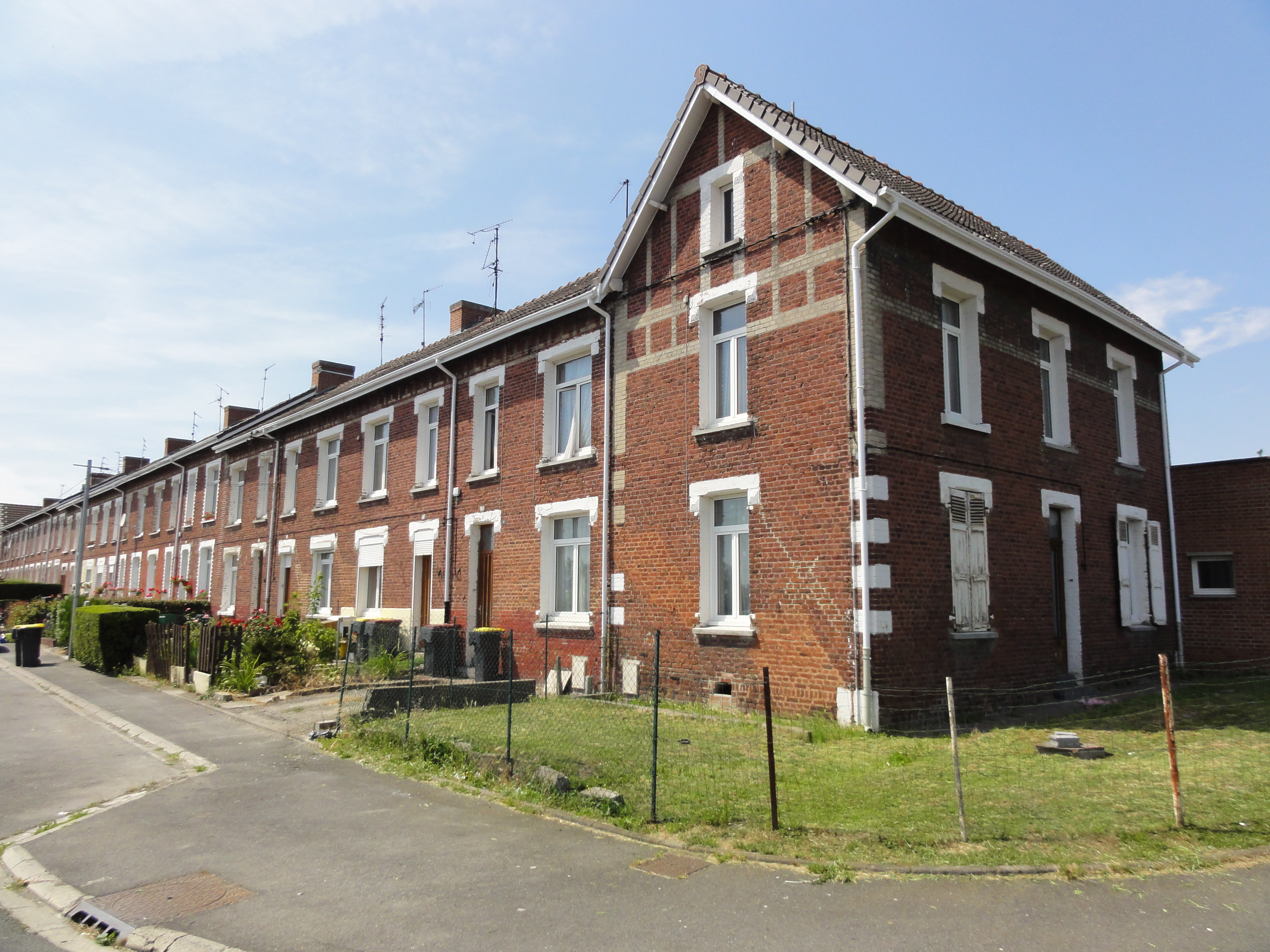
Un coron.
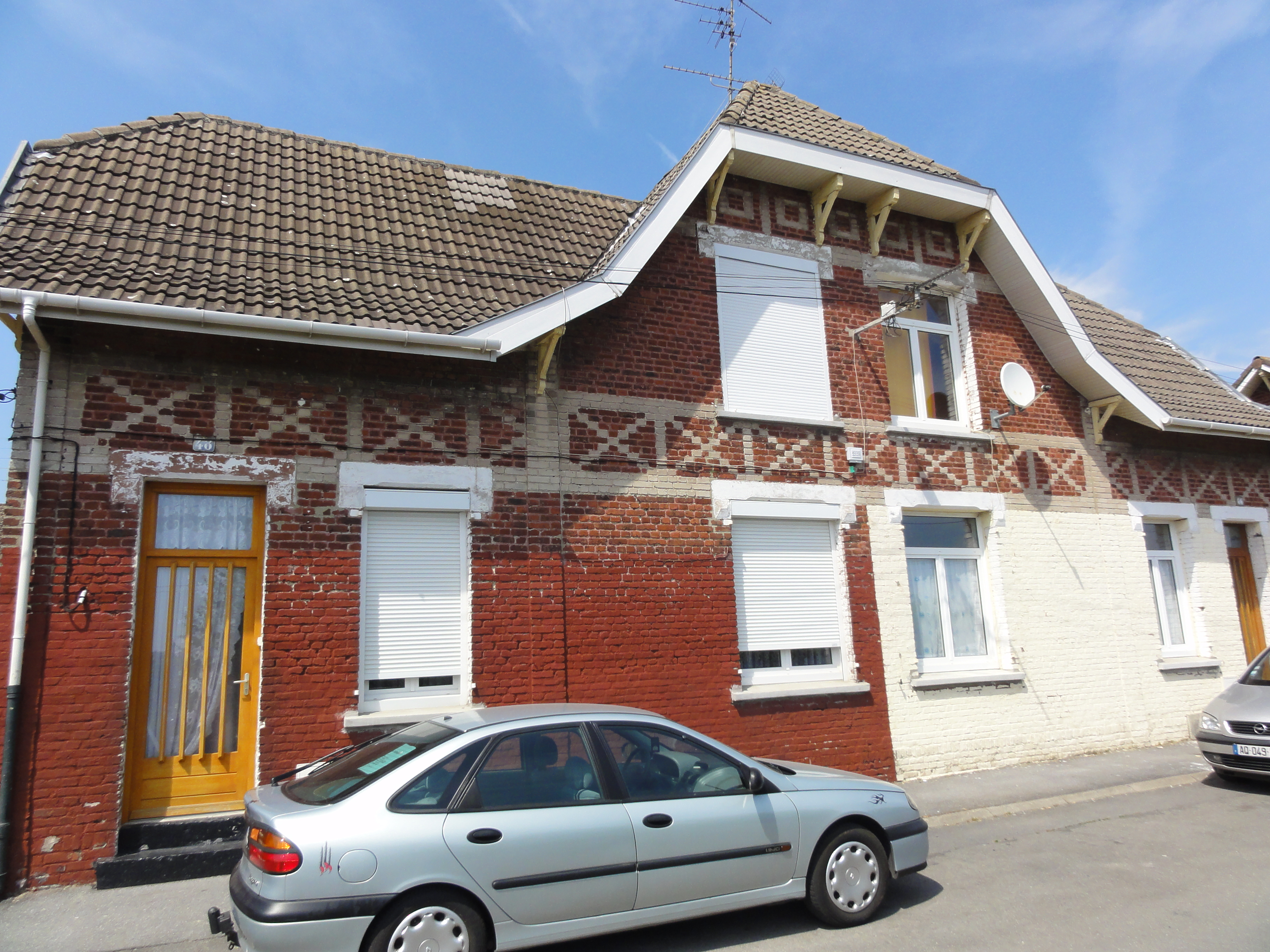
Des habitations groupées par deux.
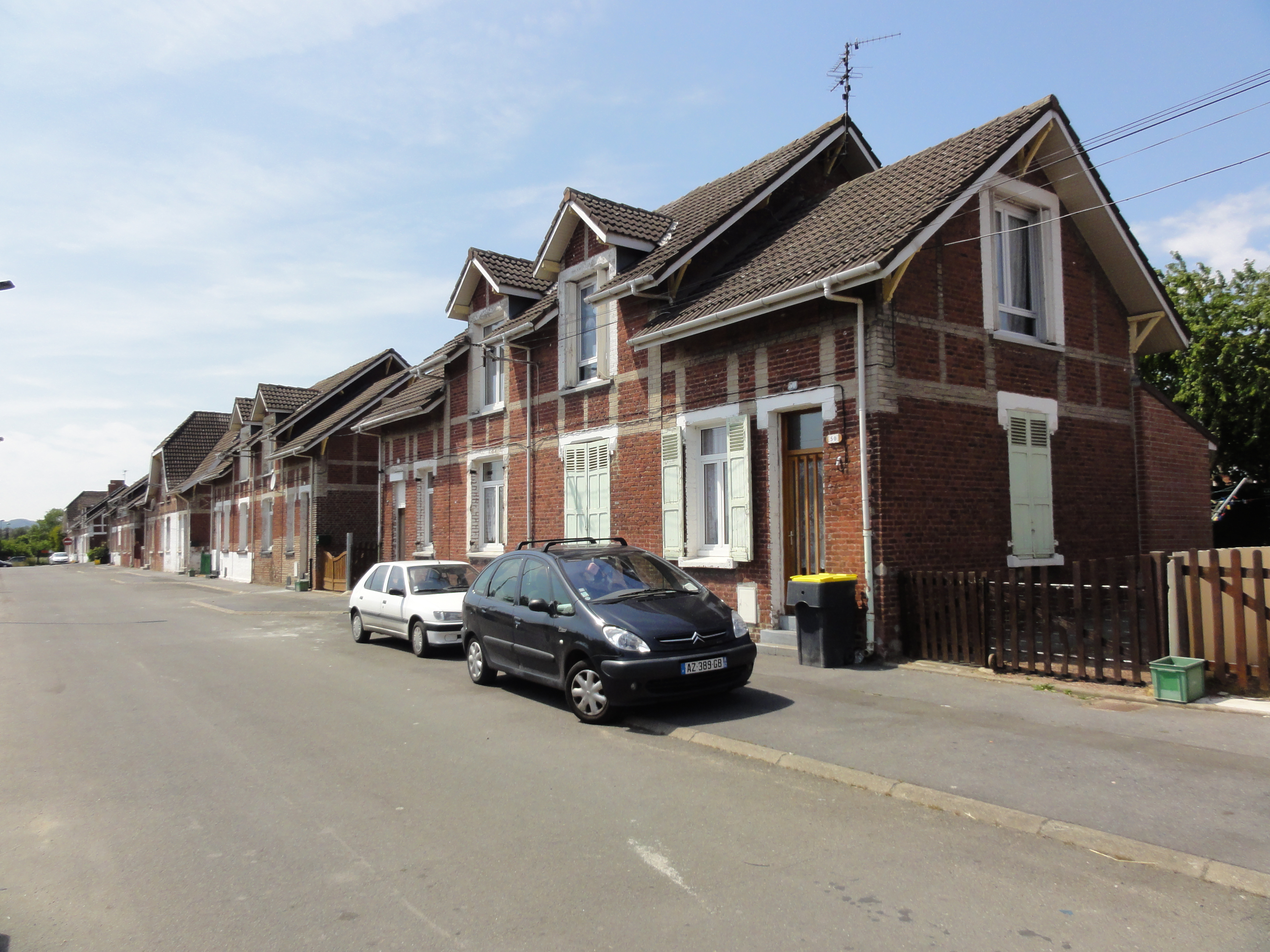
Des habitations groupées par deux.
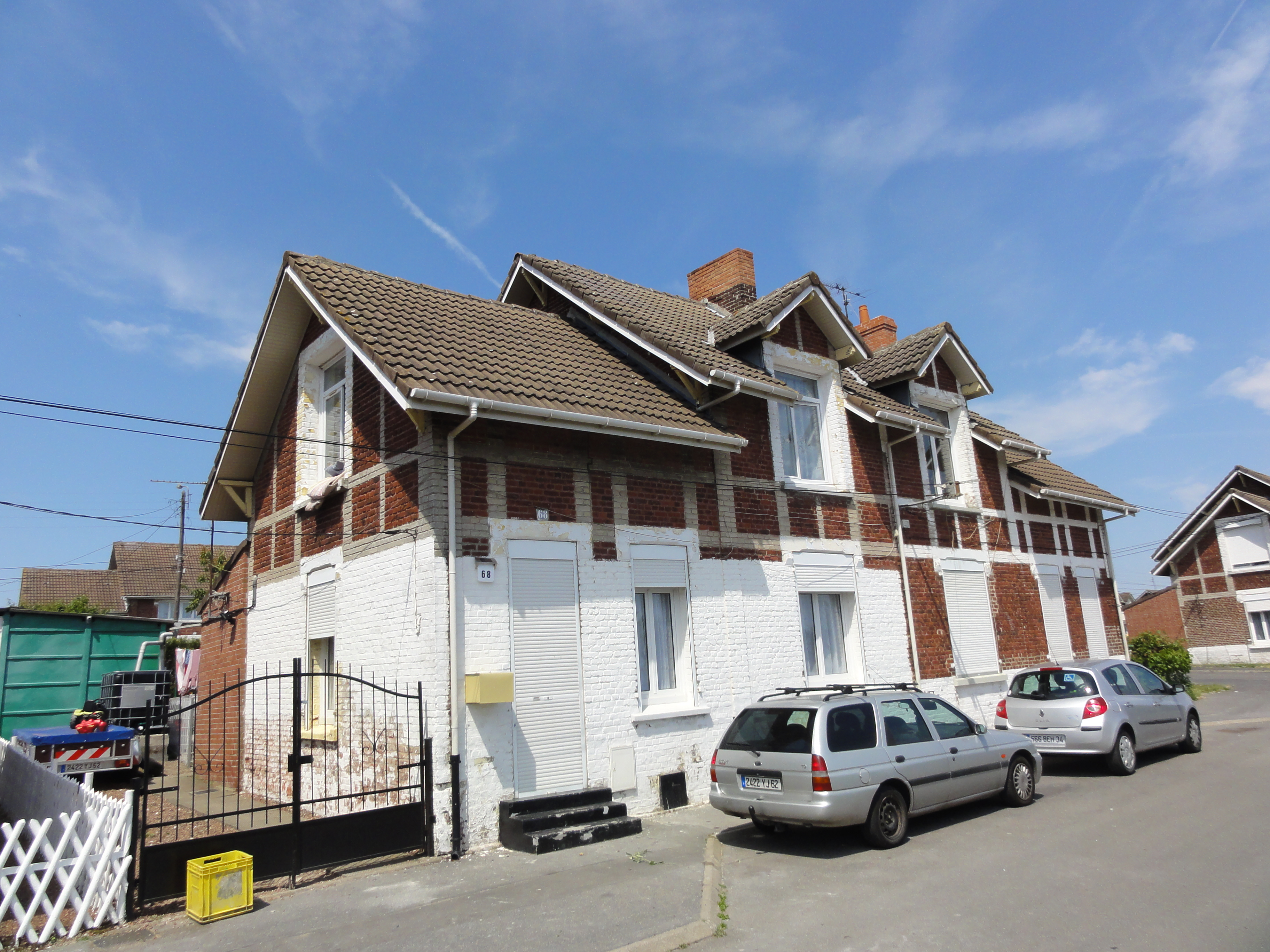
Des habitations groupées par deux.
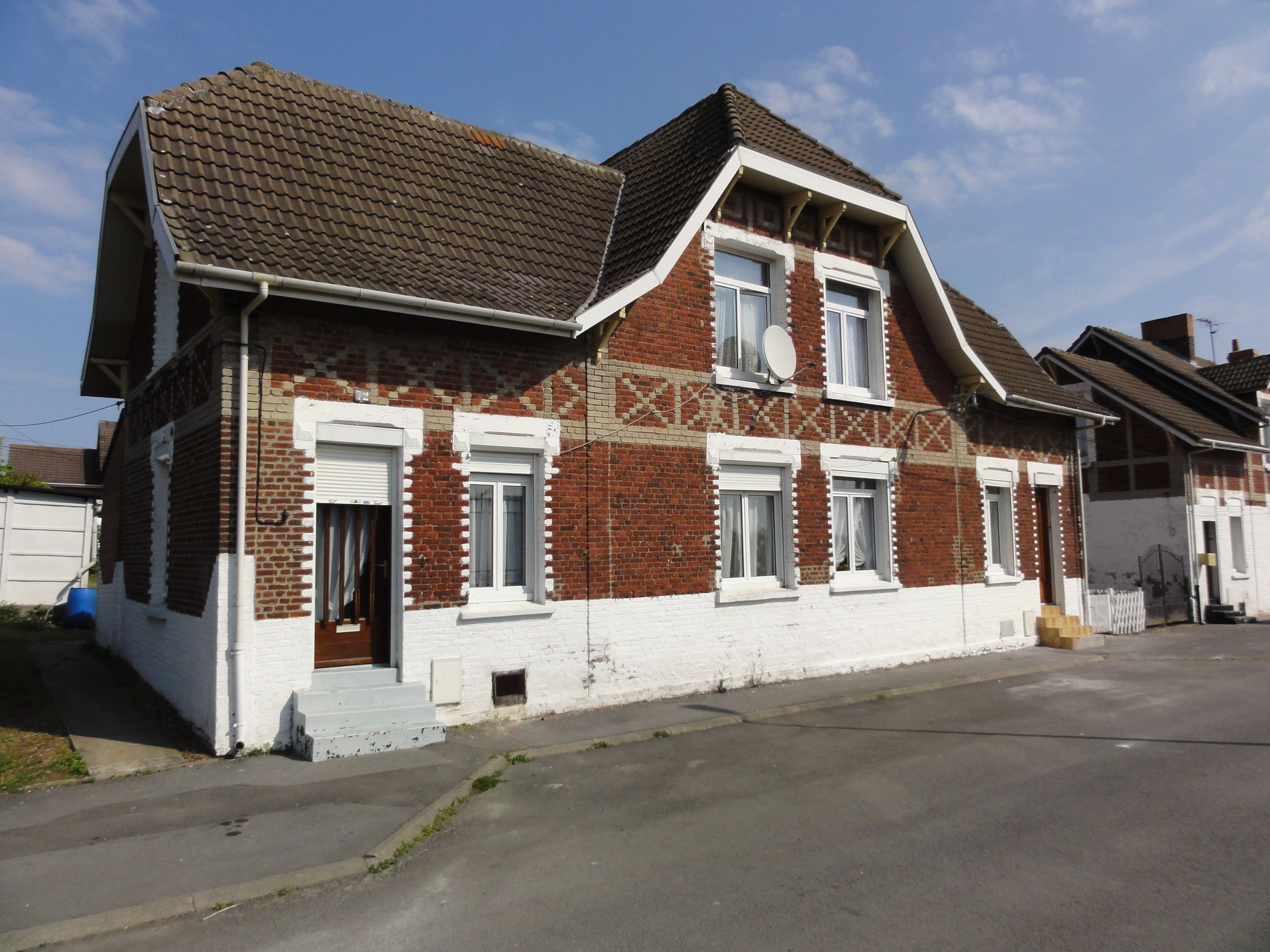
Des habitations groupées par deux.

### Les écoles

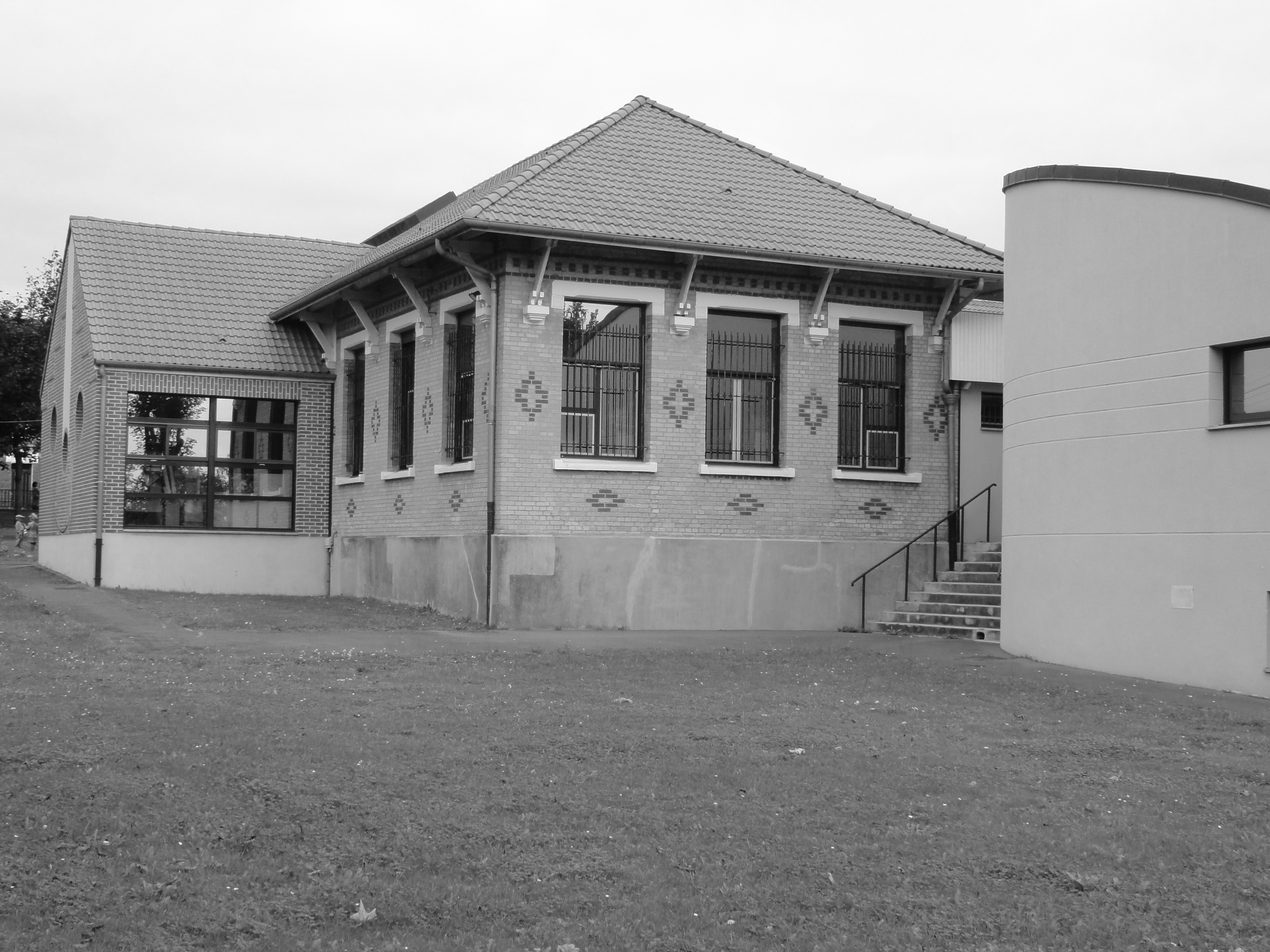
Une des écoles.

50° 26′ 07″ N, 2° 46′ 33″ E
Des écoles ont été bâties dans les cités.